# 鉄鼠の檻
『鉄鼠の檻』（てっそのおり）は、日本の小説家・推理作家である京極夏彦の長編推理小説・妖怪小説。百鬼夜行シリーズ第4弾である。第9回山本周五郎賞の候補作となった。

## あらすじ
『姑獲鳥の夏』事件の後、久遠寺嘉親は東京を離れて箱根山中の旅館「仙石楼」に居候する。昭和28年2月、骨董商の今川雅澄は、「明慧寺」の僧侶との商談のために仙石楼にやって来る。また飯窪季世恵・中禅寺敦子・鳥口守彦は明慧寺を取材するために仙石楼に到着する。彼らの眼前に、突然足跡もなく、僧侶の他殺死体が出現する。また別ルートで、中禅寺秋彦と関口巽も箱根入りしていた。中禅寺は古書鑑定のために外出し、関口は宿で「歌う幽霊少女」や「鼠の僧」の怪異談を聞く。
仙石楼は死体発見で騒然となり、警察が呼ばれるも、久遠寺老は独断で探偵榎木津礼二郎に連絡してしまい、混乱を恐れた鳥口は、関口を仙石楼に連れていく。被害者は明慧寺の僧侶と判明し、取材班と警察は寺入りする。だが2人目の僧がさらに殺され、別の僧・桑田常信は次は自分が殺されると怯え出す。

## 登場人物

### 主要登場人物
シリーズでは今川雅澄と益田龍一の初登場となる。
中禅寺 秋彦（ちゅうぜんじあきひこ）
陰陽師にして古本屋。奥湯本の山中に埋もれた蔵から見つかった和書と漢籍の鑑定のため箱根へ招かれる。博識であり、本作では仏教の禅に対する十分な認識を持ちつつも、言葉・言霊が容易に通用しない「不立文字」であるため、憑物落としの方法に苦慮する。
関口 巽（せきぐち たつみ）
小説家。中禅寺に誘われ、妻・雪絵、京極堂夫妻と共に箱根へ旅行する。そこで殺人事件に巻き込まれた鳥口に仙石楼へ連れていかれ、久遠寺嘉親と再会する。
榎木津 礼二郎（えのきづ れいじろう）
破天荒な私立探偵。特殊な能力を持っている。久遠寺に依頼され、仙石楼で発生した怪事件解決のため箱根に招かれる。
中禅寺 敦子（ちゅうぜんじ あつこ）
稀譚月報の編集者。僧侶に対する帝大の脳波測定検査に関連する取材で、鳥口守彦を伴って明慧寺を訪れる。
鳥口 守彦（とりぐち もりひこ）
赤井書房の編集者。撮影協力として、敦子・飯窪に同行。

### 明慧寺
円 覚丹（まどか かくたん）
68歳。明慧寺貫主・禅師。明慧寺の主であり、非常に厳かな雰囲気の人物。弟子は博行と托雄。昭和3年入山。
小坂 了稔（こさか りょうねん）
60歳。四知事・直歳。臨済宗。外界と関わりを持つ唯一の僧侶で、他の知事からは破戒僧と言われていた。昭和3年入山。
元々は鎌倉の立派な寺の僧だったが、上に疎まれて明慧寺に島流しにされてきた。明慧寺での暮らしが気に入らず、世間に曝して寺を壊そうとしていたとされ、常々寺を開いて経済的に自立すべきと云っていた。
「無戒」こそ真の禅だと考え、何につけても反発し否定してかかる人物で、島流しになったのもその性格が災いしたためであった。小手先の技術になっていた公案を禅の堕落だと嫌い、朝課に出る以外は野放図で、立場を良いことに月に一度は山を降り、発見された書画骨董を売り払う事業に手を出していた。
今川と骨董品の受け渡しを約束していたが、行方不明になり、4日後に坐禅を組んだまま凍り付いた撲殺遺体が仙石楼の庭に忽然と現れる。第1の犠牲者。
中島 祐賢（なかじま ゆうけん）
56歳。四知事・維那。曹洞宗。昭和10年入山。
了稔とは比較的友好な関係だった。瞋恚煩悩は断ち難い（自分は怒り易い）と自覚している。道元禅師のように修行して悟ることを理想としており、自分の修行の完成のみに執心し、組織や教団は修行の役に立たない戯論だと厭うている。
桑田 常信（くわた じょうしん）
48歳。四知事・典座。曹洞宗。昭和10年入山。
実家は寺ではなく、現実逃避で大学生だった昭和元年に自ら望んで出家した。厳格な師の下で10年修行するもどこにも到れず、そのまま昭和10年に名慧寺へと遣わされる。大戦を経て、高僧が幾ら厳しい修行を積んでも世の中は少しも良くならないことで迷いを感じている。祐賢とは懇意で、了稔を嫌う。
2人が相次いで殺されたことで恐慌を来たし、鉄鼠に憑かれ、自分が殺されると怯える。
和田 慈行（わだ じあん）
28歳。四知事・監院であり、知客も兼任する。昭和13年に13歳で入山した明慧寺生え抜きの僧。臨済宗。
尼僧と見紛うばかりの美僧。智念禅師の孫で、祖父の弟子の慧行のさらに弟子（孫弟子）に当たる。厳かで冷徹な精神の戒律至上主義者であり、外界と接することを極端に嫌う。それゆえ特に了稔を嫌っていた。中堅の若い僧侶が次々出征して戦死していったため、戦中に20歳程の若さで首座から監院に任じられた。
大西 泰全（おおにし たいぜん）
88歳。智念禅師の直弟子。大正15年、最初の住職として明慧寺に入山した人物であり、最年長の老師。臨済宗。
好好爺風の枯れた老人。飄々とした面があり洒脱で、他の僧侶たちと比べると話が通じる。禅に科学も伝統も神秘性も必要ないという考えをもつ。
関口や今川と会談して了稔の為人について話し、禅宗についての簡単な問答をするが、翌日の午後に便所に逆さまに突っ込まれた屍体となって発見される。第2の犠牲者。
加賀 英生（かが えいしょう）
18歳。祐賢の侍僧。入山4年で最も新参の僧。戦争で実家の寺と家族を失ったため、了稔の口利きで昭和24年に入山した。
牧村 托雄（まきむら たくゆう）
22歳。常信の侍僧。貫主の弟子。
杉山 哲童（すぎやま てつどう）
28歳。関東大震災の孤児で、乳飲み子の頃に仁秀に拾われ育てられた後、明慧寺の僧侶となった。非常に大柄だが、少し知能が遅れている。読み書きはできるが学力は小学生並みで、言葉も不自由ではあるものの、勤勉に作務をして、公案を一生懸命に考えている。
菅野 博行（すがの はくぎょう）
70歳。貫主の弟子。昭和16年入山。理由あって土牢に軟禁され、警察が来たときも秘匿されていた。実は『姑獲鳥の夏』で戦時中に久遠寺医院を失踪した元小児科医・菅野博行（すがの ひろゆき）。
仁秀（じんしゅう）
明慧寺のすぐ近くの小屋に住む老人。禿頭で躰も顔も浅黒く、襤褸を巻きつけた薄汚い身なりだが、狡猾さとは縁遠い人懐こそうな顔つきをしている。哲童と鈴を保護し、育てた。明慧寺から食料を恵んでもらっている。物心ついた頃から今まで明慧寺の裏の山地で細々と畑を作り、仙人のような暮らしをしている。明慧寺が廃寺だった頃から住んでおり、戸籍すらないという謎の人物。慈行から疎まれている。
鈴（すず）
仁秀が養っている少女。いつも振り袖を着ている。十数年前から唄う姿を里の者に目撃されており、山を訪れる者に「帰れ」と警告する。12、3年前に崖下で衰弱していたところを仁秀に拾われ、守り袋にあった鈴の名を付けられる。見た目は12、3歳程で、失踪当時の松宮鈴子と容姿が瓜二つ。そのため、久遠寺らは鈴子が13歳で産んだ娘ではないかと考える。
和田 智稔（わだ ちねん）
故人。明治28年に明慧寺を発見した僧侶。京都の古刹の住職。臨済宗。泰全の師。慈行の師の師であり、慈行の実祖父。
生前かなりの影響力を持っていた人物で、息のかかった寺はどれも少なからず明慧寺に関わりがある。庭造りの名人で、仙石楼の庭も改修した。取り憑かれたように明慧寺に通い詰めて記録を調べ、寺を含む山の土地が開発会社の手に渡っても諦めず、売りに出されると即座に入山したが、来た途端に亡くなったため、代わりに泰全が住職として入山した。
「後巷説百物語」に収録される「風の神」にも登場。

### 仙石楼
今川 雅澄（いまがわ まさすみ）
宿泊客。骨董商「待古庵」を営む駆け出しの骨董屋。戦時中は榎木津の部下だった。了稔に呼ばれ、取引のために仙石楼に逗留する。
飯窪 季世恵（いいくぼ きよえ）
宿泊客。26歳。稀憚社社員。帝大の脳波測定実験の取材を引き受け、敦子・鳥口と共に仙石楼に逗留する。生まれは箱根小涌谷の上流、蛇骨川沿いの小さな集落で、戦前まではそこで育った。松宮兄妹とは旧知の仲だった。
久遠寺 嘉親（くおんじ よしちか）
元医者。『姑獲鳥の夏』での事件で妻と娘2人を失って以降、医者を辞めて「仙石楼」で居候をしている。第1の事件の目撃者となり、事件解決のために榎木津を箱根に呼んでしまう。
トキ
仙石楼の仲居。34歳。15歳の時から仙石楼で働き、勤続19年。
稲葉 治平（いなば じへい）
代々の「仙石楼」の主人が襲名する名前。初代は仙石原出身の江戸時代の商人。口減らしのために売られた小田原の商家で頭角を現し、流れて落ち着いた日本橋の外れで料亭を構えて大金を得た後、故郷の経済的自立を画策して「仙石楼」を造り、収益金を仙石原村の財政援助に当てた。
昭和28時点の主人は5代目治平だが、胃潰瘍を拗らせ体調を崩して入院しており、未登場。

### 笹原・松宮の関係者
松宮 仁（まつみや ひとし）
松宮仁一郎の息子。地元住人との交流を欠かさず、父とは諍いが絶えなかった。父のやり方に反発して学校を退学、地元民の色眼鏡に悩みながらも地域の活性化に奉仕していた。昭和14年末に父と大喧嘩して家を出たため事件には巻き込まれなかったが、父親との不和と不在証明がなかったことを理由に一度は逮捕されてしまい、境遇に同情した地域住民の嘆願書もあって証拠不十分で不起訴になった後は、懇意にしていた僧侶の勧めで底倉村の禅寺で出家した。
好青年の僧侶。法名は仁如（じんにょ）。世話になった僧の死後はかつて了稔が属していた鎌倉の禅寺にいたが、数ヶ月前からある目的のために旅に出ている。明慧寺を訪れた帰りに、敦子・鳥口と邂逅する。
笹原 宋吾郎（ささはら そうごろう）
武市の息子。箱根のリゾート開発を推進している実業家。元々箱根宿の蓑笠明神の傍で荒物屋をしていた一族で、大正初期に観光利権を求めて箱根にやって来た会社へ、先先代が御一新後に儲けて買い込んだ隣近所の土地を全部売ってひと儲けして関西に進出、そして箱根の再開発を考えて故郷に戻ってきた。所有する山から古書が発見されたため、京極堂に鑑定の仕事を依頼する。
松宮 仁一郎（まつみや じんいちろう）
笹原宋吾郎の共同経営者。箱根に住んでいた実業家。水工場への出資や漆の輸入、原木栽培、細工物売買、石切り場など手広くやっていた。他人のことなど知ったことではないと云う人物で、一帯で唯一貨物自動車を所有していたが、自家用以外では使用せず、利益も出ないのにあちこち仕事を食い荒らされた地元民には煙たがられていた。強欲ではなかったが虚栄心が強く、見栄で資産家の振りをしていたが、内情は火の車で、箱根の借家に越したのも横浜の屋敷を売ったからで、地場産業も何ひとつ巧くいかず、借財だけが残っていた。
13年前の昭和15年1月3日、妻と共に撲殺された上で自宅に火を放たれ、全焼した家屋の中から遺体で発見された。
笹原 武市（ささはら たけいち）
箱根に住む老人。白髪頭を丸刈りにして丸い眼鏡を掛けた、和服の東條英機のような外見。女中の横山すゑを住み込みで雇い、隠居生活をしている。箱根が好きで、外に出ようとしない。郷土愛が昂じて郷土史の編纂や民間伝承の収集も手掛けている。十数年前に、振袖少女を目撃した。
山内 銃児（やまうち じゅうじ）
横須賀の古本屋「倫敦堂」主人。専門は洋書で、音楽も相当に好む。業者としてより蒐集家として一流で、中禅寺に古本の指南をした、本屋の師匠筋に当たる人物。外国の諜報部員のような雰囲気で、不思議な気迫に満ちており、中禅寺が諸葛孔明に例えたように切れ者の印象を与える。
笹原宋吾郎からの仕事を中禅寺に斡旋する。
富士見屋の主人
中禅寺夫妻と関口夫妻が宿泊した宿の主人。笹原宋吾郎には恩がある。半年ほど前に、振袖少女を目撃した。
尾島 佑平（おしま ゆうへい）
盲目の按摩師。住まいは湯本の外れ。笹原武市とも懇意。山道で「人殺しの僧を名乗る人物」に出会ったことを、関口に話す。
松宮 鈴子（まつみや すずこ）
松宮仁一郎の娘で仁の妹。飯窪とは同級生で友人だった。両親が殺害された自宅火災の日に、振袖姿で泣きながら山に入っていくのを目撃されたのを最後に行方不明になる。失踪当時13歳。

### 警察
山下 徳一郎（やました とくいちろう）
神奈川県本部捜査一課の警部補。僧侶殺害事件の捜査主任。選良出身でプライドが高いが指揮官としての能力は低い。明慧寺や仙石楼の関係者全員を殺人事件の容疑者として疑い、支離滅裂な捜査に部下たちとの間に軋轢を生んでしまう。しかし、その過程で人として警察としてある矜持に気付くこととなる。
益田 龍一（ますだ りゅういち）
神奈川県本部捜査一課の刑事。山下の部下。民間人に慣れ親しむのは得意だが、不測の事態にはすぐに慌てる小心者。山下の命令で、仙石楼の取材班への監視と聞き取りを担当する。
菅原 剛喜（すがわら たけよし）
神奈川県箱根署の刑事。こわもての男。自白による事件解決を得意とするが、少しでも怪しいと踏んだ者は徹底的に締め上げるなど強引な面があり、陰で猪とも呼ばれている。
亀井（かめい）
神奈川県本部捜査一課の若い刑事。益田の同僚。
次田（つぎた）
神奈川県箱根署の老刑事。菅原の同僚。愛称は「鉄つぁん」。山下の指示で、十三年前の放火殺人事件を調べ直す。
阿部 宣次（あべ のぶつぐ）
地元の駐在巡査。牛乳瓶の底のような眼鏡をかけた、定年間際の老警官。かなりの訛りがある。通報を受けて最初に駆けつけた。
栗林（くりばやし）
湯本の駐在巡査。目覚まし時計のような顔をしている。
石井 寛爾（いしい かんじ）
神奈川県本部捜査一課の警部。『魍魎の匣』『狂骨の夢』の事件を経験している。捜査が難航をきわめる後半にて、部下である山下の要請を受けて駆け付けてくる。

## 用語
箱根山連続僧侶殺害事件（はこねやまれんぞくそうりょさつがいじけん）
箱根のとある山中にある明慧寺の僧侶が次々と殺された事件。同じ山中にある仙石楼を拠点に神奈川県警察が捜査に当たったものの、数十年間外界から隔離されて下界の常識が通用しない特殊な状況下で警察も後手に回って初動捜査は完全に失敗、第1の殺人後は寺に警察官が控えていたにも関わらず犯行が繰り返された。
明慧寺（みょうけいじ）
物語の舞台となる寺。強羅温泉から徒歩で数時間ほどの山中に建立されている。由緒ある寺のようだが、地図に載っておらず、京極堂も存在を知らなかった。外界との接触を好まない。伽藍の様式は古図に残る中世の五山寺院に似ていて、相当に年代の古い物と推測されるが詳細は不明。
どこの法系にも与しない独立寺院で、宗旨も檀信徒もないとされており、臨済宗と曹洞宗の僧侶が混在して修行を行っている。貫主以下に幹部として四知事と、僧侶が30人ほどいる。普通の寺院では知事の任期は1年だが、人材がいないので特定の人物が延々と役目に就いている。
交通の要所である箱根宿の目と鼻の先にありながら、江戸期の記録には寺の名前が存在せず、契約上で本末関係を結んだことを示す末寺帳にさえ載っていないなど、江戸幕府が行った元和の寺院法度などの宗教統制を掻い潜っており、明治政府の神祇省廃止に伴う一宗一管長制にも記録がない。しかも明治4年の寺領没収もされず、無檀家であるにも関わらず廃寺処分も受けていない。
実は宗教統制が厳しかった時代は廃寺になっていて、仙石楼の造園に来ていた和田智念禅師が明治28年に発見したことがきっかけで再興された。その後、開発目的で企業が山を購入するなど紆余曲折を経て、大正15年から各教団の僧侶が派遣されてくる。所属する僧侶は各教団から調査のために遣わされていて、檀信徒からのお布施ではなく、各教団、各宗派からの援助金と托鉢、畑の作物によって経営を成り立たせている。
仙石楼（せんごくろう）
明慧寺から少し下った場所にある旅荘。久遠寺老人の居候の場になっている。
本館は2階建てで、旅館と云うより料亭のような雰囲気がある。別棟の大浴場が地滑りで半壊した後、観光客の増加に対応するため明治21年に増築して一般湯治客用の新館とした。庭には天然の柏の巨木が生えていて、建物より樹の方が古く、その樹に合わせて智念禅師が造園したと云われている。
明慧寺とも縁があり、戦前までは檀家の参拝者らしき人々や地方から来た僧侶が泊まっていたこともあった。2階の8部屋それぞれに掛け軸として貼ってある十牛圖は、明慧寺の法塔の裏で発見されて寄贈されたもの。
できたのは江戸後期だが、箱根の宿場からは離れていて、旧街道からも外れ、箱根七湯からも他の集落からも遠いため、大正時代くらいまでは極一部の人間にしか知られておらず、戦後の現在も知る者は少ない。元は初代稲葉治平が小田原藩主大久保家との取り引きで造った秘密の高級湯治場で、小田原藩の秘密裏の庇護の下、藩の要人や外国人を含む賓客のための保養所として機能していた。旧名称は「仙石廓」と云い、その名の通り秘密の遊廓としての営業もしていたが、ご一新で小田原藩との関係が断たれた後は高級温泉旅館として営業を続けることを余儀なくされた。立地条件は甚だしく悪く、一般客を多数獲得できる程のセールスポイントを持っていなかったものの、隠密で訪れた要人を受け入れると云うそもそもの機能だけは多くの筋から珍重されたので、ある程度はパトロンもおり、昔は外人保養地に近かったことから、客の5割が外人だった時もある。

## 書誌情報
- 新書判：1996年1月、講談社ノベルス、ISBN 4-06-181883-X
- 文庫判：2001年9月、講談社文庫、ISBN 4-06-273247-5
- 分冊文庫判：2005年10月・11月、講談社文庫、[1] ISBN 4-06-275206-9、[2] ISBN 4-06-275207-7、[3] ISBN 4-06-275208-5、[4] ISBN 4-06-275209-3
- 四六判（愛蔵版）：2018年1月、講談社、ISBN 978-4-06-220776-8

## 漫画
志水アキにより漫画化され、『少年マガジンエッジ』で2017年から2018年まで連載された。

### 書誌情報
- 京極夏彦 / 志水アキ 『鉄鼠の檻』 講談社〈KCマガジンコミックスデラックス〉、全5巻。
  1. 2017年8月17日発行 ISBN 978-4-06-393256-0
  2. 2017年11月16日発行 ISBN 978-4-06-510489-7
  3. 2018年4月17日発行 ISBN 978-4-06-511326-4
  4. 2018年8月17日発行 ISBN 978-4-06-512741-4
  5. 2018年11月15日発行 ISBN 978-4-06-513861-8

## ミュージカル
2024年6月、劇団「イッツフォーリーズ」によって東京・大阪で講演。同劇団は「百鬼夜行」シリーズの「魍魎の匣」も2021年に手がけている。

### 公演日程
- 2024年6月14日 - 24日、紀伊國屋サザンシアター TAKASHIMAYA
- 2024年6月28日 - 29日、サンケイホールブリーゼ

### キャスト
- 中禅寺秋彦 - 小西遼生
- 榎木津礼二郎 - 北村諒 / 横田龍儀
- 関口巽 - 神澤直也
- 和田慈行 - 上田堪大
- 山下徳一郎 - 高本学
- 杉山哲童 - 小波津亜廉
- 鳥口里美 - 大川永
- 中禅寺敦子 - 宮田佳奈
- 松宮仁如 - 伊﨑右典
- 大西泰全 - 森隆二
- 中島祐賢 - 吉田雄
- 飯窪季世恵 - 近藤萌音
- 菅野博行 - 藍実成
- 今川雅澄 - 小原悠輝
- 和田智稔 - 岡田翔大郎
- 加賀英生 - 山下真人
- 鈴 / 松宮鈴子 - 身内ソラ
- 益田龍一 - 光由
- 小坂了稔 - 志賀遼馬
- 菅原剛喜 - 宮村大輔
- 桑田常信 - 松原剛志
- 久遠寺嘉親 - 福本伸一
- 円覚丹 - 内田紳一郎
- 仁秀 - 畠中洋
- カンパニーキャスト - 岩城風羽 / 吉田美緒 / 塩嶋一希

### スタッフ
- 原作：京極夏彦「鉄鼠の檻」（講談社文庫）
- 上演台本・作詞・演出：板垣恭一
- 作曲・音楽監督：和田俊輔
- 主催・企画・制作：株式会社オールスタッフ/ミュージカルカンパニー イッツフォーリーズ
- 大阪公演共催：サンケイホールブリーゼ/ぴあ
- 協賛：株式会社明治
- 特別協力：総本山 三井寺
- 企画協力：株式会社ラクーンエージェンシー